# You Cross My Path
You Cross My Path è il decimo album in studio del gruppo musicale alternative rock britannico The Charlatans, pubblicato nel 2008.

## Tracce
1. Oh! Vanity – 3:57
2. Bad Days – 3:28
3. Mis-Takes – 3:25
4. The Misbegotten – 4:13
5. A Day for Letting Go – 2:52
6. You Cross My Path – 4:05
7. Missing Beats (of a Generation) – 3:38
8. My Name Is Despair – 4:19
9. Bird Reprise – 2:38
10. This Is the End – 4:28

## Formazione
- Tim Burgess - voce
- Mark Collins - chitarre
- Tony Rogers - tastiere, cori
- Martin Blunt - basso
- Jon Brookes - batteria